# 吉田琉衣
吉田 琉衣（よしだ るい、2006年2月6日 - ）は、兵庫県出身の女子サッカー選手。ポジションはディフェンダー。セレッソ大阪堺レディース（現セレッソ大阪ヤンマーレディース）10期生。

## 来歴
入団セレクションに合格し、中学1年からセレッソ大阪堺アカデミーに入団。
中学3年、18歳以下の選手が出場可能なJFA 第25回全日本U-18女子サッカー選手権大会では、セレッソ大阪堺アカデミー(現在のガールズU-15)の他の選手と同様に登録メンバーに入った。決勝の三菱重工浦和レッズレディース
ユース戦で、先発フル出場し決勝点を決め2-1の勝利に貢献した。
JFA 第25回全日本U-18女子サッカー選手権大会決勝の日テレ・東京ヴェルディメニーナ戦で決勝点を決め1-0とし、優勝に貢献。
2024年にセレッソ大阪堺ガールズからセレッソ大阪ヤンマーレディースに昇格した。

## タイトル

### クラブ
- セレッソ大阪堺ガールズ/セレッソ大阪ヤンマーガールズU-18
  - JFA 全日本U-18女子サッカー選手権大会：2回（2021、2023）
  - 日本クラブユース女子サッカー大会 (U-18)：1回（2022）

- セレッソ大阪堺アカデミー
  - U-15なでしこアカデミーカップ: 1回 (2018)

## 個人成績
| 国内大会個人成績 | 国内大会個人成績 | 国内大会個人成績 | 国内大会個人成績 | 国内大会個人成績 | 国内大会個人成績 | 国内大会個人成績 | 国内大会個人成績 | 国内大会個人成績 | 国内大会個人成績 | 国内大会個人成績 | 国内大会個人成績 |
| 年度             | クラブ           | 背番号           | リーグ           | リーグ戦         | リーグ戦         | リーグ杯         | リーグ杯         | オープン杯       | オープン杯       | 期間通算         | 期間通算         |
| 年度             | クラブ           | 背番号           | リーグ           | 出場             | 得点             | 出場             | 得点             | 出場             | 得点             | 出場             | 得点             |
| 日本             | 日本             | 日本             | 日本             | リーグ戦         | リーグ戦         | リーグ杯         | リーグ杯         | 皇后杯           | 皇后杯           | 期間通算         | 期間通算         |
| ---------------- | ---------------- | ---------------- | ---------------- | ---------------- | ---------------- | ---------------- | ---------------- | ---------------- | ---------------- | ---------------- | ---------------- |
| 2023-24          | C大阪            | 33               | WE               | 1                | 0                | 0                | 0                |                  |                  |                  |                  |
| 通算             | 日本             | 日本             | WE               | 1                | 0                | 0                | 0                |                  |                  |                  |                  |
| 総通算           | 総通算           | 総通算           | 総通算           | 1                | 0                | 0                | 0                |                  |                  |                  |                  |